# Leon Kaczmarek
Leon Kaczmarek (ur. 12 marca 1911 w Wanne, zm. 26 października 1996 w Lublinie) – polski profesor, toponimista i logopeda, ojciec polskiej logopedii, współtwórca Polskiego Towarzystwa Logopedycznego.

## Życiorys
Rodzina mieszkała w Wanne w Niemczech, ale po 1918 przeprowadziła się do Jarocina. W tym mieście ukończył gimnazjum (1931), a potem pojechał do Poznania, gdzie studiował na Uniwersytecie Poznańskim filolologię polską pod kierunkiem m.in. profesorów Henryka Ułaszyna, Edwarda Klicha, Mikołaja Rudnickiego i Adama Tomaszewskiego. Do 1939 był asystentem na tej uczelni, a także pracował jako nauczyciel. W latach 1945–1946 był wicestarostą, a w latach 1946–1948 starostą jarocińskim. Podobną funkcję sprawował w Kole w latach 1948–1950. W 1950 powrócił do działalności naukowej na Uniwersytecie Poznańskim (był adiunktem w Katedrze Germanistyki, a potem kierownikiem Archiwum Fotograficznego). Doktoryzował się z językoznawstwa ogólnego i filologii germańskiej w 1952.
W 1954 przeprowadził się do Lublina i został kierownikiem Katedry Języka Polskiego na Uniwersytecie im. Marii Curie-Skłodowskiej. Od 1955 do 1959 był dziekanem Wydziału Humanistycznego, gdzie zorganizował Laboratorium Nauki Języka.
Od lat 60. XX wieku, a zwłaszcza od 1970, m.in. w związku z reorganizacjami nauki polskiej, zainteresował się logopedią, która stała się odtąd przewodnim motywem jego badań. Przez wiele lat pełnił funkcje konsultanta naukowego Instytutu Kształcenia Nauczycieli i Badań Oświatowych w Warszawie. Wykładał też na warszawskim Uniwersytecie. Od 1973 zasiadał w Radzie Naukowej Instytutu Filologii Polskiej UMCS, a od 1973 do 1975 instytutem tym kierował. Od 1960 do 1989 był redaktorem czasopisma naukowego Logopedia – Kultura Żywego Słowa. Do 1989 był prezesem Polskiego Towarzystwa Logopedycznego, które w 1963 współtworzył.
Wśród wypromowanych przez niego doktorów znalazł się Jerzy Bartmiński.

## Dorobek
Opublikował około dwieście prac, w tym m.in.:

- Nazwy geograficzne powiatu jarocińskiego (1934, brązowy medal Uniwersytetu Poznańskiego),
- Kształtowanie się mowy dziecka (1953),
- Opieka nad wymową dziecka w Polsce (1960),
- Urzędowe nazwy miejscowości i obiektów fizjograficznych województwa lubelskiego (1961),
- Nazwy topograficzne Lubelszczyzny (1961),
- O przedmiocie i zadaniach logopedii (1962),
- Projekt pisowni fonetycznej specjalnej (1963),
- O przymiotnikach odmiejscowych na Lubelszczyźnie (1966),
- Jan Siestrzyński, syn ziemi zamojskiej, pionier fonetyki polskiej (1969),
- Mowa – jej kształtowanie, zaburzenia i korekcja (1969),
- Cybernetyczne podstawy kształtowania mowy u głuchych (1970),
- Cybernetyczne założenia kształtowania i rozwoju mowy (1970),
- Opieka szkoły nad dzieckiem z zaburzeniami mowy (1973),
- Korelacyjna klasyfikacja zaburzeń słownego i pisemnego porozumiewania się (1974, 1975),
- Program studiów logopedycznych (1975, 1981),
- Rewalidacja dzieci i młodzieży z zaburzeniami mowy (1977, 1980, 1988),
- Stan , rozwój i perspektywy logopedii w Polsce (1975, 1977),
- O polskiej logopedii (1982),
- Jan Baudouin de Courtenay – prekursor nowoczesnej logopedii (1983),
- O polskiej logopedii (1991),
- Model opieki logopedycznej w Polsce. Projekt (1991),
- Nasze dziecko uczy się mowy (1966, 1970, 1977, 1982, 1988)[3].

## Członkostwo
Był członkiem m.in.: Polskiego Towarzystwa Logopedycznego, Polskiego Towarzystwa Językoznawczego, Poznańskiego Towarzystwa Przyjaciół Nauk, Lubelskiego Towarzystwa Naukowego, Polskiego Towarzystwa Psychologicznego. Zasiadał w komitetach redakcyjnych czasopism: „Glottodidactica”, „Lingua Posnaniensis”, „Zeitschrift fur Phonetik, „Sprachwissenschaft und Kommunikationsforschung”.

## Odznaczenia
Odznaczony został m.in.:
- Złotym Krzyżem Zasługi (1946),
- Krzyżem Kawalerskim Orderu Odrodzenia Polski (1958),
- Odznaką 1000-lecia Państwa Polskiego (1966),
- Krzyżem Oficerskim Orderu Odrodzenia Polski (1971),
- Medalem Komisji Edukacji Narodowej (1973),
- Medalem 30-lecia Polski Ludowej (1974),
- Krzyżem Komandorskim Orderu Odrodzenia Polski (1984),
- Złotą Odznaką Honorową Polskiego Związku Głuchych (1967),
- odznaką Za zasługi dla Lubelszczyzny (1969),
- Złotą Odznaką ZNP (1970),
- Odznaką Przyjaciela Dziecka (1973),
- Złotą Odznaką Zasłużonego Działacza TPD (1974),
- Medalem 40-lecia Polski Ludowej (1984)[5],
- Odznaką tytułu honorowego Zasłużony Nauczyciel PRL,
- medalem Za zasługi dla rozwoju Ziemi Jarocińskiej (1985)[3].